# Sabicea ferruginea
Sabicea ferruginea är en måreväxtart som först beskrevs av George Don jr, och fick sitt nu gällande namn av George Bentham. Sabicea ferruginea ingår i släktet Sabicea och familjen måreväxter. Inga underarter finns listade i Catalogue of Life.